# Nembrotha purpureolineata
Espèce
Nembrotha purpureolineata est une espèce de nudibranches de la famille des Polyceridae.

## Distribution
Cette espèce se rencontre dans la zone tropicale Indo/Ouest-Pacifique.

## Habitat
Son habitat correspond à la zone récifale externes ainsi que sur les platiers jusqu'à 30 m de profondeur.

## Description
Cette espèce peut mesurer jusqu'à 12 cm.
Le corps est allongé et limaciforme.
Le manteau, avec une jupe réduite sur le côté antérieur, a une couleur de fond blanc légèrement crème avec une tache brune plus ou moins étendue selon les individus et une bande brune qui passe autour de la base externe des rhinophores.
Cette espèce est souvent confondue avec Nembrotha lineolata, la distinction réside dans le fait que cette dernière espèce possède un réseau de lignes longitudinales qui peuvent se joindre aux extrémités pour former des taches brunes.
La bordure du manteau peut être soulignée par un trait bleu-violet avec aussi parfois un liseré jaune supérieur.
Les rhinophores sont lamellés, la base est blanche, les lamelles sont rouge-orangé à brun et l'extrémité apicale blanche. Les fourreaux sont roses mais peuvent être verdâtres ou bleu-violet.
Le bouquet branchial, sis relativement au centre du corps, est contractile, rose/mauve à la base puis blanc translucide et surligné de brun.
La ponte est jaune orangé.

## Éthologie
Ce Nembrotha est benthique et diurne.

## Alimentation
Nembrotha purpureolineata se nourrit exclusivement d'ascidies dont certaines espèces de Clavelines, de Rhopalaea et d’Oxycorynia fascicularis.

## Systématique
Le nom valide complet (avec auteur) de ce taxon est Nembrotha purpureolineata O'Donoghue, 1924,.
Nembrotha purpureolineata a pour synonymes :
- Kentiella rutilans Pruvot-Fol, 1932
- Nembrotha rutilans Pruvot-Fol, 1931

### Publication originale
- (en) C. H. O'Donoghue, « Report on Opisthobranchiata from the Abrolhos Islands, Western Australia, with description of a new parasitic copepod », Journal of the Linnean Society of London, Londres, vol. 35, no 237,‎ 1924, p. 521-579 (lire en ligne, consulté le 28 septembre 2024).